# Eutrema japonicum
Eutrema japonicum (Miq.) Koidz., conosciuta comunemente come wasabi (山葵?) o anche con il nome di ravanello giapponese, è una pianta di origine giapponese appartenente alla famiglia delle Brassicacee (o Crocifere).
La pianta cresce spontaneamente in vicinanza dei fiumi in zone fredde del Giappone, come per esempio in montagna o nelle valli in quota.

## Descrizione
Il wasabi cresce come pianta erbacea perenne e raggiunge un'altezza da 20 a 60 cm. In cucina viene utilizzato il suo rizoma carnoso che cresce verticalmente nel terreno e raggiunge un diametro di circa 3–5 cm e una lunghezza fino a 30 cm. Le parti della pianta sono prevalentemente lisce o ricoperte da una leggera peluria nella zona superiore. Le foglie semplici sono disposte a rosetta e distribuite sul fusto. Le foglie basali sono solitamente lunghe da 10 a 20 cm e la lamina fogliare, che ha una dimensione di circa 6–15 cm per 6–18 cm, è a forma di cuore o di rene con quasi tutti i margini fogliari dentati. Le foglie del fusto centrale sono lunghe da 1 a 5 (raramente fino a 8) cm e la lamina fogliare è larga-ovata a forma di cuore ovato, lunga da 1,5 a 4 cm e larga da 2 a 4 cm con margine fogliare da quasi intero a dentato.

## Coltivazione

Coltivazione di wasabi ad Azumino, Nagano, Giappone

Pochi posti sono adatti alla coltivazione del wasabi su larga scala, cosa difficile anche in condizioni ideali. In Giappone il wasabi viene coltivato principalmente nelle seguenti regioni:
- Penisola di Izu nella prefettura di Shizuoka[2][3]
- Prefettura di Nagano
- Prefettura di Iwate
- Prefettura di Shimane

Numerose coltivazioni artificiali esistono anche nell'estremo nord del Giappone fino ad Hokkaido e nell'estremo sud fino a Kyushu. Poiché la domanda di wasabi è superiore a quella che può essere prodotta in Giappone, il Giappone importa grandi quantità di wasabi da Stati Uniti, Canada, Taiwan, Corea del Sud, Israele, Tailandia e Nuova Zelanda. Nel Nord America, il wasabi viene coltivato da piccoli agricoltori e aziende nelle foreste piovose sulla costa del Canada occidentale e dell'Oregon, e nelle aree dei monti Blue Ridge nella Carolina del Nord e nel Tennessee. In Europa, il wasabi viene coltivato commercialmente in Islanda, Paesi Bassi, Ungheria e Regno Unito.

## Usi

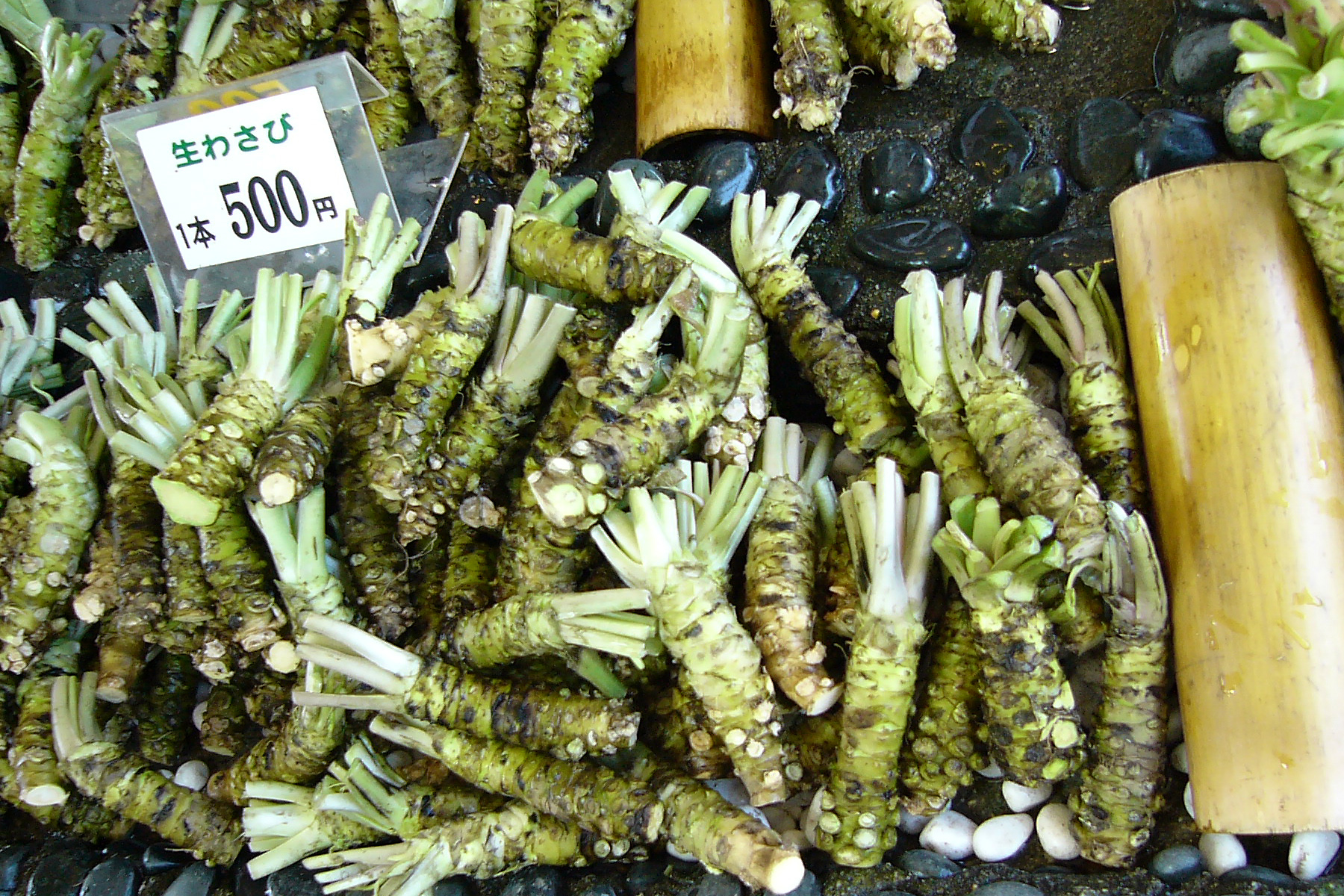
Radici di wasabi

Dal rizoma di Eutrema japonicum si ottiene una pasta di colore verde e dal sapore particolarmente piccante, usata nella cucina giapponese e conosciuta con lo stesso nome della pianta, wasabi (山葵).
Le due cultivar più diffuse sul mercato sono E. japonicum var. Daruma e var. Mazuma, ma ne sono coltivate molte altre. Inoltre possono essere usate nella preparazione del wasabi anche i rizomi di altre specie come p.es. Cardamine pseudowasabi.
La pasta wasabi viene spesso usata per accompagnare pesce crudo e, in particolare, il sushi e il sashimi, a volte sciolta nella salsa di soia. Nel sushi ne viene spalmata una piccola quantità tra il pesce e il riso; nel sashimi si scioglie nella salsa di soia, in cui viene poi intinto il pesce crudo.
È anche soprannominato namida, ossia "lacrime", perché se usato in quantità eccessiva può far lacrimare. A differenza del peperoncino, il cui effetto agisce prevalentemente in bocca, il wasabi stimola fortemente la mucosa nasale e un boccone in cui ci sia una dose eccessiva di wasabi può provocare un dolore tale da portare alla lacrimazione. Il dolore è comunque di breve durata e non persiste come quello del peperoncino. Si dice che abbia una funzione antibatterica e digestiva che lo renderebbe indispensabile quando si mangia il pesce crudo.
Il wasabi è reperibile sotto forma di pasta e di polvere. Il wasabi perde il proprio aroma quando essiccato, pertanto le polveri di wasabi non ne conservano l'aroma. Il rafano, insieme ad altre spezie, viene di norma aggiunto al vero wasabi per riprodurne l'odore tipico del prodotto fresco che si perde con l'essiccazione.
Il wasabi, dato il suo alto costo e la sua difficoltà di reperimento, si presta spesso a falsificazioni e surrogati come quello di rafano macinato e colorante alimentare verde, aromatizzato con senape cinese, soprattutto al di fuori del Giappone. Gli esperti ritengono che questo mix venga spacciato per wasabi nel 99% dei casi circa.
In Giappone il vero wasabi è denominato hon-wasabi (本山葵) termine che significa "wasabi originale".

### Composti chimici
La sostanza chimica che dona la piccantezza iniziale al wasabi è il composto volatile isotiocianato di allile, che viene prodotto mediante idrolisi del glucosinolato di allile, un tioglucoside naturale (coniugato del glucosio e composti organici contenenti zolfo); la reazione di idrolisi è catalizzata dalla mirosinasi e avviene quando l'enzima viene rilasciato in seguito alla rottura cellulare che si verifica, ad esempio, nel grattugiare la pianta. Lo stesso composto è responsabile della piccantezza del rafano e della senape. L'isotiocianato di allile può anche essere rilasciato quando le piante di wasabi vengono danneggiate poiché esso viene utilizzato come meccanismo di difesa. Il bersaglio neurale sensoriale è il recettore chemosensoriale, TRPA1, noto anche come recettore del wasabi.
Il sapore unico del wasabi è il risultato di complesse miscele chimiche derivanti dalla rottura delle cellule della pianta, tra cui la sinigrina e altri glucosinolati e isotiocianati:
Tali isotiocianati inibiscono la crescita microbica, con implicazioni per la conservazione dell'alimento e nella soppressione della crescita batterica orale.
Poiché le sensazioni di bruciore del wasabi non sono dovute ad oli, esse sono di più breve durata rispetto agli effetti della capsaicina dei peperoncini e vengono lavate via ingerendo altro cibo o liquidi. La sensazione si avverte principalmente nelle vie nasali e può essere dolorosa a seconda della quantità di wasabi consumato. Inalare o annusare il vapore di wasabi ha un effetto simile all'odore dei sali, una proprietà sfruttata dai ricercatori che hanno tentato di creare un allarme antifumo per i non udenti. Un soggetto sordo che ha partecipato a un test del prototipo si è svegliato entro 10 secondi dall'iniezione di vapore di wasabi nella sua camera da letto. Il Premio Ig Nobel per la Chimica 2011 è stato assegnato ai ricercatori per aver determinato la densità ideale del wasabi presente nell'aria per svegliare le persone in caso di emergenza.

## Altri usi
Le foglie di Eutrema japonicum si utilizzano secche come aroma per insaporire insalate, formaggio o semplicemente pane. Dalla stessa pianta si ottengono anche un vino e un forte liquore venduti in Giappone dai negozi di specialità locali.

## Surrogato
Nei ristoranti economici di stile giapponese nonché nei supermercati e mercati si trovano quasi sempre paste simili al wasabi, di fatto un surrogato: le più frequenti sono fatte con polvere di rafano colorato, spesso con la microalga Spirulina.

## Riferimenti nella cultura di massa
- Wasabi è un film del 2001 diretto da Gérard Krawczyk.
- In Cars 2 il wasabi viene scambiato per gelato al pistacchio da Cricchetto.
- In Una serie di sfortunati eventi il wasabi è l'antidoto contro il Mycelium Medusoide.